# The Majestic
The Majestic (prt: The Majestic; bra: Cine Majestic) é um filme de drama estadunidense de 2001 dirigido e produzido por Frank Darabont, escrito por Michael Sloane, e estrelado por Jim Carrey no papel-título, Bob Balaban, Brent Briscoe, Jeffrey DeMunn, Amanda Detmer, Allen Garfield, Hal Holbrook, Laurie Holden, Martin Landau, Ron Rifkin, David Ogden Stiers, e James Whitmore. O filme detalha um roteirista de Hollywood de 1951 suspeito de ser um comunista que sofre amnésia em um acidente de carro e é acolhida pelo povo de uma cidade local que o confundiu como o filho do dono da sala de cinema local que desapareceu durante a Segunda Guerra Mundial.
Filmado em Ferndale, Califórnia, estreou em 11 de dezembro de 2001, e foi lançado nos Estados Unidos em 21 de dezembro de 2001.
A atuação de Jim Carrey em The Majestic foi uma saída de seus trabalhos anteriores, que até então tinham sido principalmente filmes de comédia. O filme arrecadou US$ 37 milhões mundialmente com um orçamento de US$ 72 milhões, perdendo cerca de US$ 49 milhões. O filme foi lançado no Reino Unido em 24 de maio de 2002, e não conseguiu chegar ao Top 10.

## Sinopse
Em plena década de 50, Peter Appleton (Jim Carrey) é um jovem e ambicioso argumentista de cinema que se torna, por engano, alvo do macartismo. Acusado de seguir a doutrina comunista, ele perde o seu emprego e acaba por sofrer um acidente no seu carro que cai num rio.
Sem memória e levado pela corrente para perto de uma pequena cidade do interior da Califórnia, ele acaba por ser confundido com Luke Trimble, o filho do dono da sala de cinema local, que desapareceu no meio da 2ª Guerra Mundial.
Após assumir a identidade de Trimble, ele então redescobre a magia do cinema ao iniciar a reforma da sala e prepará-la para sua nova estreia.

## Elenco
- Jim Carrey como Peter Appleton, um roteirista que foge de Hollywood após ser acusado de simpatizar com os comunistas; ele perde a memória após um acidente de carro e é confundido com Luke Trimble, um soldado que temia estar desaparecido em ação durante a Segunda Guerra Mundial.
- Bob Balaban como Elvin Clyde, um membro do Congresso que preside a audiência de Peter no Congresso.
- Brent Briscoe como Cecil Coleman, o xerife de Lawson.
- Jeffrey DeMunn como Ernie Cole, o prefeito de Lawson que também é farmacêutico.
- Amanda Detmer como Sandra Sinclair, a ex-namorada estrela do cinema de Peter, que interpreta Emily em Sand Pirates of the Sahara.
- Allen Garfield como Leo Kubelsky, o agente de Peter.
- Hal Holbrook como Congressista Doyle, um membro do Congresso que preside a audiência de Peter no Congresso.
- Laurie Holden como Adele Stanton, a namorada de Luke Trimble e filha de Doc Stanton.
- Martin Landau como Harry Trimble, o pai de Luke Trimble.
- Ron Rifkin como Kevin Bannerman, um advogado do estúdio
- David Ogden Stiers como Doc Stanton, o médico residencial de Lawson e pai de Adele.
- James Whitmore como Stan Keller, o idoso dono de uma loja de relógios que encontra Peter na praia após seu acidente de carro.
- Gerry Black como Emmett Smith, o porteiro e reparador do Majestic.
- Susan Willis como Irene Terwilliger, a garçonete do Majestic e professora de música.
- Catherine Dent como Mabel, uma garçonete em um restaurante em Lawson.
- Karl Bury como Bob Leffert, um veterano e chef de lanchonete que conhecia Luke Trimble.
- Brian Howe como Carl Leffert, primo de Bob Leffert.
- Chelcie Ross como Avery Wyatt, dona de uma loja de ferragens em Lawson.
- Matt G. Wiens  como Spencer Wyatt, filho de Avery Wyatt, que toca clarinete na banda da cidade.
- Daniel von Bargen como Agente Federal Ellerby, um agente federal em busca de Peter.
- Shawn Doyle como Agente Federal Saunders, um agente federal em busca de Peter.
- Mario Roccuzzo como Jerry, um bartender em um bar que Peter visita antes de seu acidente de carro.
- Bill Gratton como Daley
- Scotty Leavenworth como Joey, o garoto que encontra o carro de Peter na praia.
- Earl Boen como locutor do noticiário (voz)
- Bruce Campbell como Brett Armstrong, um ator que interpreta Roland the Intrepid Explorer, o principal protagonista de Sand Pirates of the Sahara.
- Cliff Curtis como Ramón Jamón, um ator que interpreta The Evil But Handsome Prince Khalid, o principal antagonista de Sand Pirates of the Sahara.
- Matt Damon como a voz de Luke Trimble, o soldado que se acredita ser Peter; sua voz é ouvida enquanto Peter lê sua carta de despedida.

Garry Marshall, Paul Mazursky, Sydney Pollack, Carl Reiner, e Rob Reiner fornecem vozes para os executivos de estúdio invisíveis.

## Produção
A cidade de Ferndale, Califórnia, forneceu muitas das locações internas e externas para o filme. O teatro homônimo foi construído como uma fachada falsa no estacionamento municipal de Ferndale, e muitos edifícios da Main Street foram modificados pela produtora do filme.
Cenas de trens foram gravadas na California Western Railroad em Fort Bragg, Califórnia.
O farol utilizado foi o Point Cabrillo Light.

## Recepção
The Majestic recebeu críticas geralmente desfavoráveis dos críticos d cinemae. No Rotten Tomatoes, o filme tem uma classificação de 42% com base em 142 avaliações, com uma classificação média de 4,90/10. O consenso crítico do site diz: "Ponderado e longo demais, The Majestic se afoga em um sentimentalismo forçado e se assemelha a uma mistura de outros filmes melhores." No Metacritic, o filme tem uma pontuação de 27 de 100, com base em 30 críticos, indicando "críticas geralmente desfavoráveis".
Kenneth Turan, do Los Angeles Times, comentou que se tratava de uma "fábula derivada e auto-satisfeita que não poderia ser mais traiçoeira e simplória se tentasse".
Uma exceção a isso foi Roger Ebert, que concedeu ao filme três estrelas e meia e elogiou o filme e seus ideais: "Ele hastea a bandeira em homenagem aos nossos heróis da Segunda Guerra Mundial e evoca nostalgia dos palácios do cinema de pequenas cidades e do pessoas que os dirigem... Frank Darabont tentou deliberadamente fazer o tipo de filme que Capra fez, sobre pessoas decentes de cidade pequena defendendo os valores americanos tradicionais. Em uma era de patriotismo Rambo, é bom ser lembrado do patriotismo Capra - lembrar que a América não se trata apenas de lutar e vencer, mas também de defender nossas liberdades”. Ebert também elogiou o desempenho de Jim Carrey afirmando que ele "nunca foi melhor ou mais agradável".